# 1950 en archéologie
Cet article présente les faits marquants de l'année 1950 en archéologie.

## Évènements

### Mai
- 8 mai : découverte de l'homme de Tollund au Danemark[1].

## Naissances

### Juin
- 5 juin : Dominique Casajus, anthropologue français.

### Août
- 4 août : Abel Kouvouama, anthropologue français.

### Date non précisée
- Marc Abélès, anthropologue et ethnologue français.

- Ali Amahan, anthropologue marocain.

- Kathy Reichs, anthropologue américaine.

## Décès
- 1er février : Marcel Mauss (né en 1872), anthropologue français.